# Black Widow (Natasha Romanoff)
Natalia Alianovna Romanova (rus: Наталья Альяновна "Наташа Романоф" Романова; col·loquial : Natasha Romanoff), àlies: Black Widow (català: Vídua Negra; rus: Чёрная Вдова; transliterat Chyornaya Vdova) és una superheroïna fictícia que apareix en els còmics nord-americans publicats per Marvel Comics.
Creada per l'editor Stan Lee, el guionista Don Rico i l'artista Don Heck, el personatge va fer el seu debut a Tales of Suspense núm. 52 (1964). El personatge va ser presentat com una espia russa, una antagonista del superheroi Iron Man. Més tard, va desertar als Estats Units, convertint-se en una agent de l'organització fictícia SHIELD, i membre de l'equip de superherois Els Venjadors.
L'actriu nord-americana Scarlett Johansson va interpretar el personatge en les pel·lícules del Marvel Cinematic Universe a Iron Man 2 (2010), The Avengers (2012), Captain America: The Winter Soldier (2014), Avengers: Age of Ultron (2015), Captain America: Civil War (2016), Avengers: Infinity War (2018), Capitana Marvel (2019) en un cameo, Avengers: Endgame (2019) i va protagonitzar la seva pròpia pel·lícula en solitari Black Widow (2021).

## Història de publicació
Va ser creada per Stan Lee, Don Rico i Don Heck i va aparèixer per primera vegada a "The Crimson Dynamo Strikes Again!", la primera història de Tales of Suspense núm. 52, publicat el 10 de gener de 1964, amb data de portada abril de 1964. Cinc números més tard, va reclutar l'arquer disfressat i més tard superheroi Hawkeye  per a la seva causa. Més tard, el seu govern li va subministrar el seu primer vestit de Black Widow i armes d’alta tecnologia, però finalment va tornar als Estats Units després d’aparèixer, temporalment rentada de cervell contra els Estats Units, a la sèrie de l'equip de superherois The Avengers nº 29 (juliol de 1966). La Widow es converteix més tard en un aliat recurrent de l'equip abans de convertir-se oficialment en el seu setzè membre molts anys després.

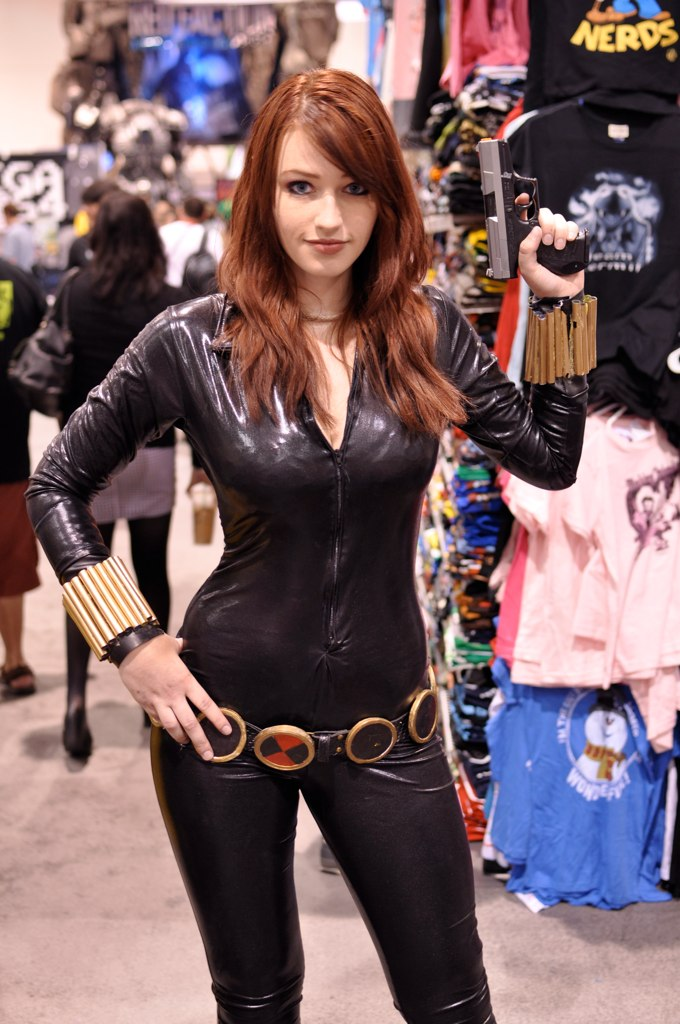
Cosplayer de la Black Widow amb un disseny similar al de Romita

The Black Widow es va actualitzar visualment el 1970: The Amazing Spider-Man nº 86 (juliol de 1970) la va reintroduir amb els cabells vermells fins a les espatlles (en lloc del seu antic cabell negre curt), un vestit negre clar, i polseres que disparaven fils d'aranya. El nou uniforme va ser dissenyat per John Romita Sr. Romita es va inspirar en un personatge de l'època en què l'editorial s'anomenava Timely, Miss Fury creada per June Tarpé Mills. Aquest esdevindria l’aspecte més comunament associat amb el personatge.
En breu, la Black Widow va protagonitzar la seva pròpia sèrie a Amazing Adventures nº 1-8 (agost de 1970 a setembre de 1971), compartint aquest còmic dividit amb el serial Inhumans. El serial Black Widow es va retirar després de només vuit números (el dels Inhumans la va seguir aviat, acabant amb el número 10).
Immediatament després de finalitzar el seu primer serial en solitari, Black Widow va coprotagonitzar Daredevil nº81-124 (novembre de 1971 a agost de 1975), dels quals els nº 92-107 van ser tenir el títol a les portades de "Daredevil and the Black Widow". L'escriptor de Daredevil Gerry Conway va relatar: "Va ser la meva idea unir Daredevil i la Viuda Negra, principalment perquè era fan de Natasha, i pensava que ella i Daredevil tindrien una química interessant." Els escriptors que el van succeir, però, van considerar que Daredevil funcionava millor com a heroi en solitari i, a poc a poc, van anar reglegant Black Widow de la sèrie. Va ser immediatament inclosa a la sèrie d'equip The Champions com a líder del grup titular de superherois, que es va presentar durant 17 números (d'octubre de 1975 a gener de 1978).
Al llarg dels anys vuitanta i noranta, Black Widow va aparèixer amb freqüència com a membre dels Vengadors i com a agent independent de S.H.I.E.L.D. Va protagonitzar un serial dins de la sèrie de còmics Fanfare Marvel nº 10-13 (agost 1983-març 1984), escrit per George Pérez i Ralph Macchio, amb art del dibuixant Perez. Aquestes històries es van recollir posteriorment al One-shot Black Widow: Web of Intrigue # 1 (juny de 1999).
La Widow va aparèixer a Solo Avengers, Force Works, Iron Man, Marvel Team-Up, i altres còmics. Ha fet de convidada freqüent a Daredevil desde finals dels anys setanta.
Va protagonitzar un arc de tres números, "The Fire Next Time", de l'escriptor Scott Lobdell i el dibuixant a llapis Randy Green, a Journey into Mystery nº 517-519 (febrer-abril de 1998).
Ha protagonitzat diverses sèries limitades i quatre novel·les gràfiques. La primera limited, de tres números Black Widow (juny - agost 1999), sota el segell Marvel Knights, protagonitzat per Romanova introduïa completament la seva successora nominada, Yelena Belova, que havia aparegut breument a la maxisèrie de 1999 dels Inhumans. L'escriptor de l'arc, "The Itsy-Bitsy Spider" va ser Devin K. Grayson mentre J. G. Jones va ser l'artista. La següent minisèrie també de tres números a Marvel Knights, també titulada Black Widow (gener - març 2001) presentava les dues Black Widows en l'arc "Breakdown", per l'escriptor Devin Grayson i Greg Rucka amb art pintat per Scott Hampton.
Romanova va protagonitzar una altra miniserie en solitari titulada Black Widow: Homecoming (novembre de 2004 - abril de 2005), també sota la impremta de Marvel Knights i escrita pel novel·lista de ciència-ficció Richard K. Morgan, amb art inicialment per Bill Sienkiewicz i posteriorment de Sienkiewicz sobre dissenys de Goran Parlov. Una seqüela de sis números, Black Widow: The Things They Say About Her (novembre de 2005 a abril de 2006; oficialment "Black Widow 2: : The Things They Say About Her" als títols de crèdit), de l'escriptor Morgan, el dibuixant Sean Phillips i l'entintador Sienkiewicz, continua immediatament allà on es va deixar la minisèrie anterior, utilitzant molts dels mateixos personatges.
Va protagonitzar la novel·la gràfica en solitari Black Widow: The Coldest War (abril de 1990), i va coprotagonitzar-ne tres més: Punisher/Black Widow: Spinning Doomsday's Web (desembre 1992); Daredevil/Black Widow: Abattoir (juliol de 1993); i Fury/Black Widow: Death Duty (juny de 1995), que també co-protagonitza Night Raven de Marvel UK.
Black Widow també apareix a la història Love Is Blindness a I Heart Marvel: Marvel Ai (2006) nº 1 (abril de 2006), on inicia una lluita divertida amb Elektra pels afectes de Daredevil. El còmic està estilitzat per semblar animació japonesa i utilitza imatges, no paraules, dins del discurs i les bombolles de pensament per transmetre el que els personatges estan dient/pensant.
El 2010, any en què el personatge, anomenat només Natasha Romanoff, va debutar al cinema a Iron Man 2, Black Widow va protagonitzar dues minisèries. Black Widow and the Marvel Girls era una sèrie de quatre números per a totes les edats que explicava les seves aventures amb diverses dones de l'Univers Marvel, incloent Storm, She-Hulk, la Enchantress i Spider-Woman. Va ser escrit per Paul Tobin, amb art de Salva Espín, Veronica Gandini i Takeshi Miyazawa. La segona minisèrie de quatre números, Black Widow: Deadly Origin, va ser escrita per Paul Cornell, amb art de Tom Raney i John Paul Leon.
Un nou títol regular Black Widow va començar l'abril de 2010. El primer arc argumental va ser escrit per Marjorie Liu amb art per Daniel Acuña. A partir del nº 6 (setembre 2010), el títol va ser escrit per Duane Swierczynski, amb art per Manuel Garcia i Lorenzo Ruggiero.
Black Widow va aparèixer regularment a la sèrie Secret Avengers, des del nº 1 (juliol 2010) fins al final de l'etapa al seu nº 37 (març 2013) i als rellançament de la sèrie amb el mateix títol, per Nick Spencer i Luke Ross i per Nathan Edmondson i Phil Noto. El primer número de la nova sèrie es va publicar el gener de 2014.
L'octubre de 2015, es va anunciar que Mark Waid i Chris Samnee rellançarien una nova sèrie de Black Widow el 2016 com part de rellançament posterior a les noves Secret Wars. El primer número es va publicar el març de.

## Biografia

### Primers anys
Natasha va néixer a Stalingrad (ara Volgograd), Rússia. Natasha és descendent dels tsars russos. Quan era una nena va ser trobada pel soldat Ivan Petrovich, qui la va cuidar fins que va arribar a l'edat adulta. Natasha va esdevenir una famosa ballarina a la Unió Soviètica i, més tard, es va casar amb Alexi Shostakov. El KGB va veure en la parella una bona possibilitat de tenir dos bons agents i, mentre Alexi estava en un viatge de govern, se'l va informar dels plans que el règim tenia per a ell. També se li va prohibir tenir qualsevol tipus de contacte amb coneguts, als quals se'ls va dir que aquest havia mort en una explosió. Tal com el govern havia anticipat, Natasha va voler fer alguna cosa per honrar la memòria del seu espòs; per la qual cosa va ser reclutada per convertir-se en espia amb el nom de Black Widow.
Una versió modificada del seu origen estableix com ser reclutada en la seva primera infància pel programa "Black Widow" de l'URSS, en lloc d'únicament per Ivan Petrovich. Petrovich l'havia dut a Departament X, juntament amb altres òrfenes joves, on li haurien rentat el cervell i entrenada en combat i espionatge en la instal·lació encoberta de l'"Habitació Roja". Allà, ella va ser millorada biotecnològica i psicotecnológicamente, una comptabilitat que proporciona una base racional per a la seva vida útil inusualment llarga i juvenil. Durant aquest temps ella va tenir algun entrenament amb el Winter Soldier, i la parella fins i tot va tenir un breu romanç. Cada Black Widow obtè records falsos per ajudar a assegurar la seva lleialtat. Romanova eventualment ho acaba descobrint, inclòs el fet que mai, com ella havia cregut, havia estat una ballarina. A més, descobreix que la Habitación Roja encara està activa com "2R".
Va ser entrenada com espia, artista marcial i franctiradora, i equipada amb un arsenal d'armes d'alta tecnologia, que inclou un parell d'armes energètiques muntades al canell i sobrenomenada "Piquet de la Viuda". No fa servir cap vestit durant les seves primeres aparicions, sinó simplement roba de nit i un vel. El nom real d'aquest personatge és Natalia Alianovna Romanova, la major part dels seus coneguts l'anomenen Natasha (no així Bucky Barnes, que l'anomena Natalia) i ella va decidir fer servir la forma anglesa del seu cognom, Romanoff.

### Dècada de 1960

#### Enfrontaments amb els Venjadors
Li van assignar la missió d'ajudar a Boris Turgenov en l'assassinat del professor Anton Vanko per desertar de la Unió Soviètica, que va servir com la seva primera missió als Estats Units. Natasha i Turgenov es van infiltrar a Stark Industries com a part del pla. Ella va intentar manipular informació del contractista de defensa nord-americà Tony Stark, i inevitablement es va enfrontar al seu alter ego superheroïc, Iron Man. La parella va lluitar contra Iron Man, i Turgenov va robar i utilitzar l'armadura de Dinamo Carmesí, Vanko es va sacrificar per salvar Iron Man, matant a Turgenov en el procés, fent servir una pistola làser experimental inestable. Romanoff després es va trobar amb l'arquer Hawkeye i el va posar en contra d'Iron Man, i més tard va buscar el suport de Hawkeye, qui es va enamorar d'ella, per lluitar contra Iron Man.
Natasha un cop més va intentar fer que Hawkeye l'ajudès a destruir Iron Man. La parella gairebé va tenir èxit, però quan ella va resultar ferida, Hawkeye es va retirar per portar-la a un lloc segur. Durant aquest període, Romanoff intentava desertar de la Unió Soviètica i va començar a enamorar-se de Hawkeye, el que va debilitar la seva lleialtat al seu país. Quan els seus ocupadors es van assabentar de la veritat, la KGB la va fer assassinar a trets, enviant-la a un hospital, el que va convèncer a Hawkeye de canviar i intentar unir-se als Venjadors. el que va aconseguir.

#### Associació amb els Venjadors
Black Widow va ser segrestada per agents d'intel·ligència xinesos, la van hipnotitzar i la van usar per atacar Els Venjadors. Natasha finalment es va alliberar del control xinès. Va oferir els seus serveis a S.H.I.E.L.D. que la va forçar a declinar unir-se als Venjadors i va trencar públicament la seva relació amb Hawkeye. Com a part de la seva missió la premsa la va titllar de traïdora, trencant el cor de Hawkeye. En arribar a la Xina, no confiaven en Black Widow i va ser sotmesa al dispositiu Psychotron, una màquina que podia rentar el cervell a qualsevol persona. Va demostrar ser massa forta i va haver de ser gaseada i tancada. En assabentar-se que Natasha era ara presonera dels seus antics amos comunistes, els Venjadors van viatjar a la Xina per rescatar-la, xocant amb Red Guardian, l'exmarit de Natasha a qui es creia mort. Els Venjadors, amb l'ajut de Natasha, van derrotar la trama comunista per utilitzar el psicotró contra el món occidental. Durant el transcurs de la batalla, Natasha va resultar ferida i Red Guardian va morir aparentment.
Després de recuperar-se va abandonar temporalment la seva carrera d'aventurera, però aviat va tornar a posar-se el seu vestit de Black Widow.

### Dècada de 1970

#### Carrera en solitari
Va trencar la seva relació amb Clint i, després de dissenyar un nou i elegant vestit negre i d'adaptar les seves polseres amb "Widows Bites", va intentar demostrar-se una aventurera capaç de vèncer a Spider-Man en batalla. Encara que Spider-Man estava malalt i no estava a ple rendiment en aquell moment, encara va poder vèncer a la Widow, però va decidir continuar la seva carrera com a aventurera disfressada.
Durant aquest període, principalment va xocar amb figures inferiors i vilans disfressats, especialment Astrologer i Watchlord. Poc després va salvar a Daredevil.

#### Relació amb Daredevil
En la seva identitat civil, Daredevil la va defensar quan va ser acusada de l'assassinat de Scorpion. Natasha el va besar com a Matt i aquest li va revelar la seva identitat secreta. Poc després van traslladar-se a San Francisco, però van tenir una relació plena d'alts i baixos fins a la seva ruptura definitiva.

#### Membre dels Venjadors i els Champions
Durant aquest temps Black Widow es va fer membre dels Venjadors, però va deixar-lo de seguida donat que Daredevil no va acceptar l'oferta d'unir-s'hi.
Després de la ruptura amb Daredevil es va convertir en líder de l'efímer grup de Los Angeles conegut com els Champions. Després de la dissolució dels Champions, Black Widow va lluitar, juntament amb la resta dels Venjadors contra Korvac, un ésser que pretenia dominar l'univers. Després d'una nova trobada amb Daredevil, va ser capturada per Viper mentre l'espiava i va ser torturada i sotmesa a un rentat de cervell. Quan va ser trobada per Spiderman Widow creia ser Nancy Rushman, però amb l'ajuda de Spiderman i Shang-Chi va tornar al seu estat normal i va derrotar Viper.

### Dècada de 1980
Black Widow va canviar el seu uniforme negre per un de color gris i es va trobar moltes vegades amb Daredevil. En aquesta època va falsificar una carta d'acord amb Foggy Nelson per trencar el compromís entre Matt i Heather Glenn. També va amagar a Matt que Stone (Pedra) havia ressuscitat a Elektra Natchios.

### Dècada de 1990
Després de tornar a unir-se als Venjadors i convertir-se en líder adjunta, va lluitar contra Starlight, un altre antic agent rus que s'havia convertit en el nou Red Guardian després de Shostakov. Va haver de lluitar per superar el seu rentat de cervell com "Oktober", part del seu condicionament a la Red Room Academy. Gràcies a Iron Man, Natasha es va alliberar.
Després d’una disputa interna sobre la guerra de Kree-Shi’ar, el Capità Amèrica va deixar la seva posició activa als Venjadors. Black Widow es va convertir en la líder de l'equip, un paper que va prendre molt seriosament. Quan la major part dels Venjadors van desaparèixer, aparentment morts, lluitant contra Onslaught, es va culpar a si mateixa i va patir la culpa dels supervivents. Va intentar sense èxit reconstruir l'equip buscant nous reclutes, com els seus antics companys dels Champions Angel i Iceman, però es va veure obligada a tancar l'equip després de nombrosos rebutjos. Quan van aparèixer els Thunderbolts, Black Widow va descobrir de seguida la seva veritable identitat i va intentar aconsellar Songbird i Mach-1.
Natasha va acudir a la reunió que els Venjdors van convocar quan van tornar de l’univers alternatiu creat per Franklin Richards i van participar en la lluita contra Morgan Le Fey, encara que es va rebutjar unir-se al grup. Black Widow va tornar a trobar-se amb dos vells amics, amb Iron Man en la seva lluita contra el Mandarin i amb Daredevil quan va ser enganyat per Mysterio.
Black Widow va conèixer després a Yelena Belova, la dona que havia ocupat el seu lloc de Viuda Negra dins de Rússia. Es van enfrontar resultant guanyadora Natasha. Es tornarien a trobar més tard, a causa d'un estrany canvi de cossos. Quan va acabar la seva lluita amb Belova, Natasha va ajudar els Venjadors i als redimits Thunderbolts a vèncer el Comte Nefaria.

### Dècada de 2000
Poc temps després, Natasha va capturar Yelena i es va canviar quirúrgicament els seus rostres en un esforç per esbrinar què feia el general Stalyenko amb el govern de Rhapastani a la vall del riu Hudson. Després de reunir-se amb qui creia que era Yelena, Stalyenko va descobrir que no era ella i va intentar matar-la. Tot i que el seu pla va fracassar, Natasha va poder evitar que Stalyenko vengués les armes nuclears de la Guerra Freda que amagava a la vall del Rhapastan.
Es va unir a un grup format per Daredevil, Dagger, Punisher i Shang-Chi, enfrontant-se per exemple al troll Ulik o intentant rescatar Cloak, el company de Dagger. Després de la dissolució d'aquest atípic grup Black Widow va ajudar els seus companys dels Venjadors en la guerra contra Kang.
Més tard, el govern de Bulgària va capturar Madame Hydra i va sol·licitar un intercanvi amb els Estats Units per Black Widow. Com a part d’un pla per esbrinar qui era el que permetria canviar Natasha, Daredevil i S.H.I.E.L.D. es va associar amb Natasha i es va assabentar que el seu marit, Alexi, havia orquestrat tot l'intercanvi. Al costat dels Venjadors, S.H.I.E.L.D. i Daredevil, Natasha va prendre a Alexi sota custòdia.
L'estrès de veure el seu marit, a vegades mort, altres viu, altres robot i ara novament viu, va fer que Natasha es retirés. Va viure per un poc temps a Arizona abans que agents de la Red Room comencessin a rastrejar exagents Black Widow i a matar-les. Natasha va reclutar a Phil Dexter, un soci de S.H.I.E.L.D., i va intentar localitzar els assassins. En la seva caça, va trobar a Sally Anne Carter, així com a Lyudmila Antonovna Kudrin, que era l'ex cap de biotecnologia de la Red Room. Va resultar que el projecte Black Widow va incloure vint-i-set noies entrenades per ser assassines perfectes. Se'ls va implantar falsos records, condicionaments psicoquícs i millores químiques per ser fidels i funcionar perfectament per al programa. Fins i tot es van implantar panys i claus feromonals a les Black Widows com a mecanisme de control per evitar que es rebel·lessin. Mentre portava Lyudmila a S.H.I.E.L.D., Natasha es va assabentar que Nick Fury havia utilitzat les claus feromonals per fer-la dessertar del seu país d'origen i començar a treballar per S.H.I.E.L.D. També es va assabentar que Sally Anne va ser segrestada i Phil va ser assassinat durant el procés. El rastre dels assassinats de Black Widows la condueix a Vassily Ilyich Ulyanov de la Red Room i Ian McMasters, CEO de Gynacon. Natasha els va agafar al seu iot i els va matar, convertint-la en la criminal més buscada als Estats Units.
Durant la primera Guerra Civil superheroica, Natasha es converteix en una defensora de la Llei de Registre de Sobrehumans i membre del grup de treball encapçalat per Iron Man. Després, Natasha és registrada i forma els reconstituïts Venjadors. El director de S.H.I.E.L.D., Nick Fury es presumeix mort, i la sotsdirectora Maria Hill incapacitada, així que Natasha assumeix el comandament temporal de S.H.I.E.L.D. com l'agent present de major rang.
Més tard, Tony Stark assigna a Natasha el trasllat de l'escut del Capità Amèrica a un lloc segur, però és interceptada pel seu antic amant, Bucky Barnes, Winter Soldier (Soldat d'Hivern), perdent l'escut. Natasha i Falcon (Falcó) rescaten a Barnes dels sequaços del Red Skull (Crani Vermell) i el porten al Helicarrier (helitransport) de S.H.I.E.L.D., on Stark convenç a Bucky per convertir-se en el nou Capità Amèrica. Després, Natasha acompanya a Bucky com la seva companya per un breu temps, fins que va ser cridada de nou per S.H.I.E.L.D. Més tard, ella i Falcón es reuneixen per a la confrontació final amb el Red Skull, ajudant a rescatar a Sharon Carter. Ella i Bucky han reiniciat la seva relació. Més tard, té un paper important en la captura d'Hèrcules. No obstant això, a causa de la seva relació amb el déu grec, ella el va deixar anar. Aviat Natasha, juntament amb la resta dels Venjadors, intenten acabar amb l'actual Skrull que pretenia iniciar una invasió. Més tard, ella es va quedar solament com a sòcia de Bucky. Ella també ajuda a l'exdirectora, Maria Hill en el lliurament d'una forma especial de dades per Bucky, per trobar i salvar a Steve Rogers que segueix viu.

### Dècada de 2010
Natasha va ser capturada per Novokov i reprogramada per tornar als seus vells costums. Ella és encoberta com a ballarina de ballet i recapturada per Barnes i S.H.I.E.L.D.
Fa tot el possible per desfer la primera capa de la programació, però torna al seu antic jo de nou mentre ataca a un agent, el mata i pren la seva arma. Ella matà a més soldats i apunta a Fury, que inicia una baralla. Natasha intenta matar a Fury, però el tir és bloquejat per Sitwell que acaba sent assassinat per les bales. Natasha se'n va i es reuneix amb Novokov una vegada més. Leo i la Black Widow es troben en un lloc de la bomba quan Bucky apareix. Lluita contra tots dos i derrota a Novokov quan arriba S.H.I.E.L.D. Leo intenta utilitzar a Natasha com a ostatge, però es separen a causa de Hawkeye mentre Bucky dispara a Leo. S.H.I.E.L.D.. S'organitza per tornar a connectar tots els records de la Vídua fins al dia actual a excepció de la seva memòria sobre Bucky. Bucky té el cor trencat per aquest resultat, però troba consol que almenys Natasha no ha de sofrir més i s'allunya d'ella.

## Terres alternatives

### Ultimate
La Black Widow Ultimate (Natasha Romanoff) és un personatge fictici de l'Univers Marvel Ultimate basat en la Vídua Negra de l'Univers Marvel principal (anomenat segons l'època Terra-616 o Terra Primordial). Va aparèixer per primera vegada a Ultimate Marvel Team-Up nº 14 en una història escrita per Brian Michael Bendis i dibuixada per Terry Moore abans de convertir-se en un dels personatges principals dels Ultimates de Mark Millar i Bryan Hitch.
Natasha Romanoff és una assassina i antiga espia del KGB. Va ser sobrenomenada Black Widow perquè tots els seus marits van morir en desafortunats accidents. Formava part, originalment, de l'equip d'operacions encobertes ("Black ops") dels Ultimates, però posteriorment va ser posada en un estatus públic després que un passat obertament acceptable fos escrit per a ella. La Black Widow sembla tenir millores genètiques o cibernètiques que li permeten coordinar-se en combat molt millor que un humà normal.

## Habilitats
Black Widow és una atleta i gimnasta de classe mundial, experta en arts marcials (incloent karate, judo, savate, diversos estils de kung fu i boxa), tiradora i especialista en armes; així com un extens entrenament en espionatge i és també una ballarina consumada. Aquestes habilitats de baralla, són semblants a les del Capità Amèrica.
Black Widow usa una varietat d'equips inventats per científics i tècnics soviètics, millorats posteriorment pels científics i tècnics de S.H.I.E.L.D. Generalment, usa distintius braçalets que disparen "la mossegada de la vídua", una explosió d'energia electro-estàtica que pot carregar fins a 30.000 volts. També usa "la línia vídua"; que inclou ganxos i gasos lacrimògens, juntament amb un nou element inclòs en l'arc de la sèrie en curs "Kiss or Kill", anomenat "el petó de la vídua": un gas que noqueja instantàniament. De vegades sol portar un cinturó en què càrrega cartutxos metàl·lics en forma de disc. Cada un d'ells conté explosiu plàstic equivalent a uns 2 kg. de TNT.

## En altres mitjans

### Pel·lícules d'animació
- Va fer aparició en la pel·lícula d'animació Els Venjadors, ambientada en l'univers Marvel. En aquest lliurament és una simple amiga de l'Agent Barton (Hawkeye).
- El 2004 Lions Gate Entertainment va anunciar que una pel·lícula amb la versió de Natasha Romanoff estava sent desenvolupada pel guionista-director David Hayter. Lions Gate posteriorment va abandonar el projecte.
- En la pel·lícula de 2008 Next Avengers: Heroes of Tomorrow, Romanoff i Rogers tenen un fill anomenat James Rogers.

### Sèries de televisió
- Apareix en The Avengers: Earth's Mightiest Heroes com una traïdora que es va unir a HYDRA, però en el capítol «Hail Hydra!» revela que Nick Fury la va manar a infiltrar-se en Hydra per esbrinar un secret.
- També va fer una aparició en un capítol de la segona temporada d'Iron Man: Armored Adventures. A Avengers Assemble s'uneix als Venjadors i alhora a S.H.I.E.L.D. També va fer la seva aparició amb els Venjadors a Ultimate Spider-Man: Web Warriors, com: Avenging Spider-Man (parts 1 i 2) i Contest of Champions (part 2 i 4, la segona com cameo).
- També apareix en la sèrie animada de TV, Hulk and the Agents of S.M.A.S.H. de la segona temporada del 2015, "Guardians de la Galàxia", com un Skrull.
- A Marvel's Agent Carter es presenta Dottie Underwood (Bridget Regan), una precursora de 1946 de la Black Widow que és un operatiu de Leviathan.[83]

### Videojocs
- Apareix en el videojoc Spider-Man: Web of Shadows, liderant un esquadró de S.H.I.E.L.D. que ha estat enviat per Nick Fury per contenir l'amenaça simbiont.
- Apareix en el videojoc Marvel: Ultimate Alliance com un personatge que li pot donar informació al jugador sobre la seva propera missió. És un personatge amb el qual es pot jugar (exclusivament per a la consola PSP).
- Apareix en el videojoc de The Punisher, ajudant en una missió al jugador.
- Apareix en el joc en línia per Facebook Marvel: Avengers Alliance com a personatge inicial.
- Apareix com a personatge jugable en Marvel Superhero Squad Online en dues versions, la primera com a personatge tradicional de Marvel solament per a jugadors nivell Agent Junior i la versió de la pel·lícula de manera lliure a la venda per a qualsevol jugador.
- Apareix com a personatge en el videojoc Lego Marvel Super Heroes: Maximum Overload.

## Pel·lícules d'imatge real

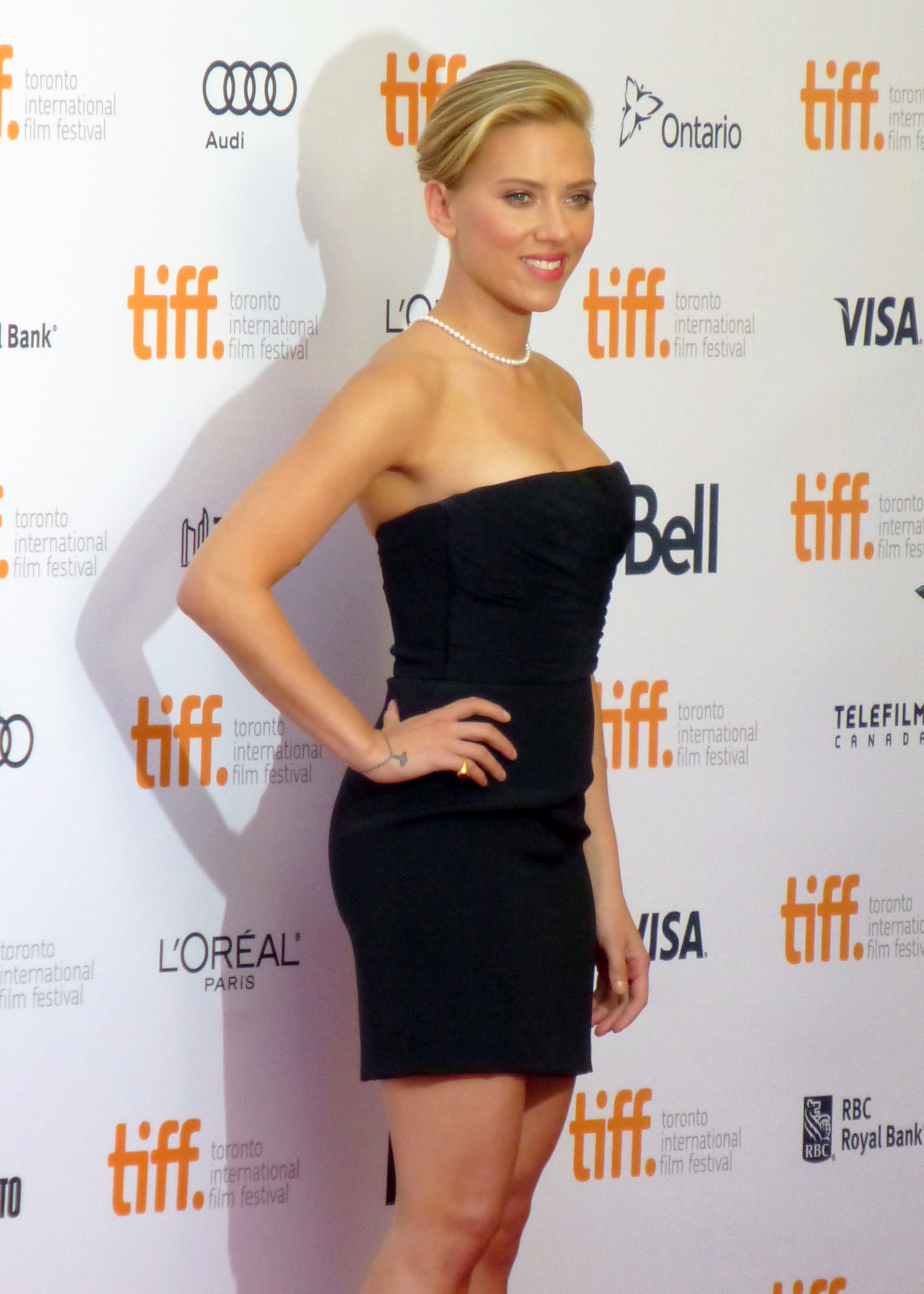
Scarlett Johansson el 2013.

### Iron Man 2
El març de 2009, Scarlett Johansson va signar un contracte per interpretar a Natasha Romanoff/ Black Widow en múltiples pel·lícules, començant amb Iron Man 2 el 2010. En la pel·lícula, ella és una espia encoberta de S.H.I.E.L.D. passant com a assistent de Tony Stark. Johansson va ser triada després que un conflicte d'horari va obligar a Emily Blunt a abandonar el paper. Al setembre de 2010, durant una conferència de premsa per al llançament en Blu-ray i DVD de Iron Man 2, el president de Marvel Studios, Kevin Feige va dir: "Ja hem començat les converses amb Scarlett sobre la idea d'una pel·lícula en solitari i hem començat l'elaboració dels conceptes, però The Avengers és el primer".

### The Avengers
Scarlett Johansson va repetir el paper a The Avengers l'any 2012.

### Captain America: The Winter Soldier
També va repetir el seu paper a Captain America: The Winter Soldier l'any 2014.

### Avengers: Age of Ultron
Va repetir el seu paper a Avengers: Age of Ultron l'any 2015, El febrer de 2014, Feige va dir que, després d'explorar el passat de Black Widow a Avengers: Age of Ultron, li agradava la idea d'explorar més el seu passat en una pel·lícula en solitari, que ja compta amb treball de desenvolupament fet per a ella. A l'octubre de 2014, Feige va dir que Black Widow jugaria un paper principal en les pel·lícules dels Venjadors en la Fase Tres del MCU, i va agregar: «El seu paper en Avengers: Age of Ultron és molt, molt gran, i el seu personatge es desenvolupa més i millor. Els plans que tenim per a ella durant la resta de la saga dels Venjadors és molt, molt gran, i és una peça clau, de fet, d'aquestes pel·lícules. Així que en lloc de portar-la allí, o en lloc de fer una preqüela, que no hem fet encara, continuarem amb l'impuls i la continuïtat de l'Univers cinematogràfic, dels quals la Widow és una part clau».

### Captain America: Civil War
Va reprendre el seu paper a la pel·lícula de 2016 Captain America: Civil War.

### Black Widow
El maig de 2020 estava previst estrenar-se als EUA la pel·lícula centrada en el personatge de la Vídua Negra. La història es desenvolupa després dels esdeveniments de Captain America: Civil War (2016). Es va estrenar finalment el 9 de juliol de 2021.